# 桜木梨奈
桜木 梨奈（さくらぎ りな、1990年4月11日 - ）は、日本の女優である。
岐阜県出身、血液型O型。

## 来歴
- 幼少より空手を始め、高校時代からはストリートダンスに夢中になる。特技はダンス、殺陣・アクション。
- もともとはダンサーだったが、2012年に女優へ転向した後、『耳をかく女』で映画初出演にして主演に抜擢される[2]。
- 3歳下の弟がいる[3]。
- 女優の佐藤睦とは高校時代の同級生である[4]。
- 2023年1月8日、約1年前に結婚していたことを各SNSで報告[5]。
- 2023年3月31日をもって、当時所属していたアルファセレクションを退所。以降はフリーランスで活動している。

## 出演

### 映画
- 耳をかく女（2012年、堀内博志監督） - 主演・光田絵菜 役
- フィギュアなあなた（2013年、石井隆監督） - 宏美 役
- 甘い鞭（2013年、石井隆監督）
- Father「ヴァージンロード」（2013年、市原直監督） - 主演・吉本久美 役
- 華魂（2014年1月18日公開、佐藤寿保監督） - 主演・瑞希 役
- 赤×ピンク（2014年2月22日公開、坂本浩一監督） - コゼット 役
- 花と蛇ZERO（2014年5月17日公開、橋本一監督） - 主演・瑠璃 役
- 死神ターニャ（2013年）（第26回東京国際映画祭「日本映画スプラッシュ部門」正式出品作品）
- LAST LOVE／愛人（2014年、石川均監督） - 主演・ユミ 役
- 寄生獣 完結編（2015年4月25日公開、山崎貴監督） - 浦上の犠牲者 役
- 劇場版 炎の天狐トチオンガーセブン 閻魔堂!地獄の大決戦!!（2018年11月18日公開、橋本一監督） - 夕月 役
- 影踏み（2019年11月15日、東京テアトル） - 女性警官 役
- カイジ ファイナルゲーム（2020年1月10日、東宝、佐藤東弥監督） - 銀行前の母親 役
- すばらしき世界（2020年2月11日、ワーナー・ブラザース映画、西川美和監督） - リリーさん 役
- この子は邪悪（2022年9月1日、ハピネットファントム・スタジオ、片岡翔監督）
- 沈黙のパレード（2022年9月16日、東宝、西谷弘監督）
- 呪い返し師—塩子誕生（2022年10月7日、日活、赤羽博監督） - 伊藤晴美 役

### イメージビデオ
- 桜木梨奈 シネマ~別離と、旅立ち~（2013年6月28日、グラッソ(GRASSOC)　監督：ふじいゆきち）

### テレビドラマ
- 匿名探偵 第3話（2012年10月26日、テレビ朝日　演出：塚本連平）
- ワカコ酒 第4話（2015年1月29日、BSジャパン） - 彩乃 役
- 土曜ワイド劇場 タクシードライバーの推理日誌37（2015年3月7日、テレビ朝日） - 増井沙織 役
- ウルトラマンジード 第4話（2017年7月29日、テレビ東京） - 変身怪人ピット星人トリィ＝ティプ（声及び人間体） 役
- 執事 西園寺の名推理（2018年、テレビ東京） - 加茂優子 役
- 半分、青い。 （2018年、NHK）
- 死亡フラグが立ちました! （2019年11月8日、カンテレ） - ノーフューチャーズのマサコ 役
- 相棒
  - 相棒 season13 第18話（2015年3月11日、テレビ朝日） - 村上涼子 役
  - 相棒 season18 第11話（2020年1月1日、テレビ朝日） - 宇津井亜紀 役
  - 相棒 season21 第7話（2022年11月30日、テレビ朝日） - 吉崎弘美 役
- パレートの誤算（2020年、WOWOW） - 都市開発課女性職員 役
- おじさまと猫 第7話（2021年2月18日、テレビ東京） - 日比野の母（回想） 役
- 女子グルメバーガー部2021夏SP（2021年6月27日、テレビ東京） - 吉祥寺WAKIEWAKIEオーナーの妻 宇川由香里 役
- おいしい給食シーズン2　第2話（2021年10月27日、テレビ神奈川） - 瀬戸口はるか 役
- 真犯人フラグ 第10話・12話・16話（2021年12月19日・2022年1月16日・2月13日、日本テレビ） - 看護師・伊藤百合香 役
- NHKスペシャル 未解決事件File.09松本清張と帝銀事件 第1部 松本清張と「小説 帝銀事件」（2022年12月29日）-帝銀行員 竹内正子 役
- さすらい署長 風間昭平スペシャル「とやま庄川峡殺人事件」（2024年6月24日、テレビ東京） - 東条絵里 役[6]
- 夫よ、死んでくれないか 第2話（2025年4月14日、テレビ東京） - 甲本早希 役[7]

### Webドラマ
- ウルトラマンオーブ THE ORIGIN SAGA 第1話（2016年12月26日、Amazonプライム・ビデオ） - モークスの母 役
- 外出自粛特別企画ドラマ【ナヒレ決議】- ピギ 役

### 舞台
- 踊るやくざ 極道協奏曲（2013年1月11日 - 13日、六行会ホール） - 森川あゆみ 役
- 遠山金四郎VS女ねずみ小僧～長崎青春編～（2019年10月29日 - 11月4日、シアターグリーン BOX in BOX THEATER） - しの 役
- ヒコ・カンパニー『マルコとグリーンの海』（2025年1月11日 - 13日、ブックカフェ20世紀）
- もあダむ vol.3『もうそうしよう』（2025年9月19日 - 22日〈予定〉、吉祥寺シアター）[8]